# Иван Абаджиев
Вижте пояснителната страница за други личности с името Иван Абаджиев.
Иван Николов Абаджиев (Старшията) е български състезател и треньор по вдигане на тежести. От 1969 до 2000 (с прекъсване) е старши треньор на българския национален отбор по вдигане на тежести.
Под негово ръководство България печели множество медали от световни първенства и олимпийски игри.

## Биография
Роден е на 12 февруари 1932 г. в град Нови пазар. Започва да тренира вдигане на тежести през 1953 г. в категория до 67,5 кг. В тази категория участва на световното първенство в Мюнхен през 1955 г. През същата година завършва Висшия институт за физическа култура (днес Национална спортна академия). На световното първенство в Техеран извоюва сребърен медал (1957). Последното му състезание е на Летните олимпийски игри в Рим през 1960 г.
От 1969 г. е треньор на националния отбор, който води близо 30 години с известни прекъсвания. Първият му успех е на европейското първенство във Варшава през 1969 г., като отборът завоюва два златни медала. Въвежда двуразовите тренировки, които са негов патент. Също и системата на триразовите тренировки, съчетани с адаптация на организма и възстановяване. Специализира щангистите и изисква извършването на огромен обем работа.
На Летните олимпийски игри в Мюнхен българските щангисти печелят първите си олимпийски медали – три златни и три сребърни, като с 38 точки са отборни първенци. Като треньор на националния отбор на България той извежда щангистите ни до 10 олимпийски, 57 световни и 64 европейски титли. В периода 1995 – 1996 г. е главен треньор на турския национален отбор, като извежда Халил Мутлу и Наим Сюлейманоглу до олимпийските титли в Атланта 1996. Така общо олимпийските титли, спечелени от състезатели на Абаджиев стават 12. За България олимпийски първенци при него са: Нораир Нурикян, Йордан Биков, Андон Николов (Мюнхен 1972), Нораир Нурикян, Йордан Митков (Монреал 1976), Янко Русев, Асен Златев (Москва 1980), Севдалин Маринов, Борислав Гидиков (Сеул 1988) и Гълъбин Боевски (Сидни 2000). Абаджиев е работил също така в Унгария, Франция, Саудитска Арабия и САЩ. През 2001 г. тренира националния тим на Катар, съставен изцяло от българи, макар и на хартия да не се води старши треньор. На световното в Анталия същата година Андрей Иванов и Яни Марчоков стават световни първенци от името на Катар. Предава цялата си методика на своя добър приятел – гръцкия треньор Христос Якову, и така тръгват феноменалните успехи на гръцките щангисти през 90-те години. Шест пъти е избиран за Треньор № 1 на България, а през 2001 г. е избран за Треньор № 1 на страната за ХХ век, като изпреварва с голяма разлика втория Димитър Пенев (футбол). През 1981 г. френската спортна библия „Екип“ го избира за Треньор № 1 в света във всички спортове.
През 1990 г. избран за народен представител в VII велико народно събрание, което напуска в същата година по своя молба.
Неговите методи срещат нескрита опозиция, като често е обвиняван в използване на забранени препарати – нещо, което той винаги е отричал. „Завиждаха му и за това го нападаха. Нали знаете, когато едно дърво дава плодове, всеки хвърля камък по него. Осем години съм работил с Абаджиев - 6 в България и 2 в Турция и мога да кажа, че като треньор и като човек Абаджиев беше велик“, заяви Наим Сюлейманоглу на поклонението на Старшията. „Ако не бях в България и не работех по неговата методика, никога нямаше да постигна тези мои успехи“, каза години преди това Джобния Херкулес пред Мартин Карбовски в предаването „Отечествен фронт“.
В последните си години Абаджиев е приет в САЩ и работи като треньор в град Денвил, Илинойс заедно със сребърния медалист от Летните олимпийски игри в Мюнхен Александър Крайчев. Треньор в „Академия за шампиони“ (Сан Франциско). Издадена е негова книга за щангите. В САЩ продължават да прилагат неговата методика на тренировки.
Умира на 85-годишна възраст при семейството си в Германия.

## Признание и награди
Получава множество високи държавни награди и отличия за значителните успехи постиганти в треньорката му кариера.
- Удостоен с орден „Стара планина“, I степен (2013)[4]
- Доктор хонорис кауза на Националната спортна академия (1999)[5]
- Обявен е шест пъти за най-добър треньор на България
- Обявен е за треньор на страната на ХХ век (2001)

Президентът на Международната федерация по вдигане на тежести Готфрид Шодел с възхищение казва за него: „Стана ясно – родил се е треньорът на света!“.

## Памет
На Иван Абаджиев е наречена улица в квартал „Полигона“ в София (Карта).